# حركة 30 سبتمبر
كانت حركة الثلاثين من سبتمبر (بالإندونيسية: Gerakan 30 September) منظمة ذاتية التنصيب من أعضاء من الجيش الوطني الإندونيسي تمكنوا، في الساعات الباكرة من يوم 1 أكتوبر، من اغتيال ستة جنرالات من الجيش الإندونيسي في محاولة انقلاب فاشلة، نجمت عنها التسمية غير الرسمية لكن الأكثر دقة غيستوك، ل غيراكان ساتو أكتوبر، أو حركة الأول من أكتوبر. في وقت لاحق من ذلك الصباح، أعلنت المنظمة أنها كانت تسيطر على وسائل الإعلام ومنافذ التواصل وأنها قد أخذت الرئيس سوكارنو تحت حمايتها. بحلول نهاية اليوم، فشلت محاولة الانقلاب في جاكرتا. في غضون ذلك، وقعت محاولة في وسط جاوة للسيطرة على فرقة عسكرية والعديد من المدن. مع مرور الوقت أُخمد التمرد، وتوفي ضابطان آخران.
في الأيام والأسابيع التي تلت ذلك، ألقى الجيش والجماعات الاجتماعية السياسية والدينية باللوم على محاولة الانقلاب على الحزب الشيوعي الإندونيسي (بي كي آي). سرعان ما جرت عملية إبادة جماعية كبرى، أدت إلى سجن وموت أعضاء الحزب الشيوعي الحقيقيين أو المفترضين والمتعاطفين معهم. في ظل النظام الجديد، وفي بعض الأحيان استُخدمت من قبل الحكومة، أشير إلى الحركة غالبًا ب«جي 30 إس\ بي كي آي»من قبل أولئك الراغبين بربطها مع الحزب الشيوعي الإندونيسي.
عُرقلت تحقيقات واستجوابات لرواية سوهارتو للأحداث لفترة طويلة في إندونيسيا. صدقت السي آي إيه في البداية أن سوكارنو هو من نسق كل ذلك. وعلى الرغم من ذلك، وجدت عدة مصادر خارجية تناقضات وثغرات في ادعاءات الجيش، ولا سيما بينيديكت أندرسون وروث مكفي اللذان كتبا ورقة الكولونيل التي تحدتها.

## الخلفية
منذ أواخر خمسينيات القرن العشرين، بات منصب الرئيس سوكارنو يعتمد على الموازنة بين قوى الجيش وقوى الحزب الشيوعي الإندونيسي المتعارضة والمتعادية بصورة متنامية. جعلت أيديولوجيته «المناهضة للإمبريالية» إندونيسيا تعتمد بشكل متزايد على الاتحاد السوفييتي، وعلى وجه الخصوص الصين. بحلول عام 1965، مع ذروة الحرب الباردة، تغلغل الحزب الشيوعي الإندونيسي بصورة مكثفة في كافة مستويات الحكومة. بدعم من سوكارنو والقوات الجوية، اكتسب الحزب نفوذًا متزايدًا على حساب الجيش، مما ضمن عداوة الجيش. بحلول أواخر عام 1965، انقسم الجيش بين فصيل يساري متحالف مع الحزب الشيوعي الإندونيسي وفصيل يميني كانت الولايات المتحدة تتودد إليه.
مع حاجتها لحلفاء إندونيسيين في حربها الباردة ضد الاتحاد السوفييتي، أقامت الولايات المتحدة عددًا من العلاقات مع ضباط الجيش عن طريق تبادلات وصفقات أسلحة. أفضى ذلك إلى حدوث انقسام في صفوف الجيش، حيث دعمت الولايات المتحدة وآخرون فصيلًا يمينيًا ضد فصيل يساري يميل نحو الحزب الشيوعي الإندونيسي.
حين رفض سوكارنو المعونة الغذائية من الوكالة الأمريكية للتنمية الدولية، الأمر الذي أدى إلى تفاقم ظروف المجاعة، تبنّى الجناح اليميني في الجيش هيكل قيادة إقليمي يمكن من خلاله تهريب السلع الأساسية لكسب ولاء سكان الريف. في محاولة للحد من القوة المتزايدة للجناح اليميني في الجيش، شكّل الحزب الشيوعي الإندونيسي والجناح اليساري من الجيش عددًا من المنظمات الفلاحية والجماهيرية الأخرى.

## التمرد في 30 سبتمبر

### اختطاف وقتل الجنرالات
عند نحو الساعة الثالثة من صباح يوم 1 أكتوبر، غادرت قاعدة الحركة في قاعدة برداناكوسوماه الجوية جنوبي جركرتا مباشرة 7 مفارز من القوات في شاحنات وحافلات مرسلة من قبل الملازم الكولونيل أونتونغ سيامسوري (قائد تجاكرابيراوا، الحرس الرئاسي). كانت القوات تتألف من فوج تجاكرابيراوا (الحرس الرئاسي) وفرقتي ديبونيغورو (جاوا الوسطى) وبراويجايا (جاوا الشرقية) لاختطاف سبعة جنرالات جميعهم أعضاء في هيئة الأركان العامة للجيش. قُتل ثلاثة من الضحايا المستهدفين (الوزير\قائد الجيش الفريق أحمد ياني واللواء إم. تي. هاريونو والعميد دي. آي. بانجايتان) في منازلهم، في حين أُخذ ثلاثة آخرون (اللواء سويبراباتو واللواء إس. بارمان والعميد سوتويو) أحياءًا. في غضون ذلك، نجح هدفهم الرئيسي، وزير الدفاع والأمن المنسق ورئيس أركان القوات المسلحة، اللواء عبد الحارس ناسوتيون في الهروب من محاولة الاختطاف بالقفز من فوق جدار إلى حديقة السفارة العراقية. إلا أنه قُبض على مساعده الشخصي، الملازم أول بيير تينديان، بعد أن ظنوا بالخطأ في الظلام أنه ناسوتيون. أصيبت ابنة ناسوتيون البالغة من العمر 5 سنوات، أدي إيرما سورياني ناسوتيون، برصاص المجموعة المسلحة وتوفيت في 6 أكتوبر. بالإضافة إلى ذلك، قُتل برصاص المجموعة الخاطفة ضابط شرطة، قائد الشرطة العميد كاريل سادسويتويبون، كان يحرس حي ناسوتيون. كان ألبرت نايبوهورتو الضحية الأخيرة، وهو ابن شقيق الجنرال باندجايتان، الذي قُتل خلال مداهمة منزل الجنرال. نُقل الجنرالات وجثث زملائهم القتلى إلى مكان يُعرف باسم لوبانغ بوايا بالقرب من قاعدة حليم حيث أطلقت النيران على من كانوا ما يزالون على قيد الحياة. ألقيت جميع جثث الضحايا في بئر مهجور بالقرب من القاعدة.

### السيطرة على جاكرتا
في وقت لاحق من ذلك الصباح، احتل نحو 2000 جندي من فرقتين يقع مقرهما في جاوا (الكتيبة 454 من فرقة ديبونيغورو والكتيبة 530 من فرقة براويجايا) والتي تُعرف الآن بلابانجان ميرديكا، واحتلوا أيضًا الحديقة المحيطة بالنصب التذكاري الوطني في وسط جاكرتا وثلاثة جوانب من من الساحة بما في ذلك مبنى آر آر آي (راديو جمهورية إندونيسيا). لم يحتلوا الجانب الشرقي من الساحة، موقع مقر الاحتياطي الاستراتيجي للقوات المسلحة (كوستراد)، التي كانت تحت قيادة اللواء سوهارتو آنذاك. في وقت ما خلال الليل، ذهب كل من قائد الحزب الشيوعي الإندونيسي دي. إن. إيديت واللواء الطيار قائد القوى الجوية عمر داني إلى قاعدة حليم، الأمر الذي أشار إلى انخراطهم في الحركة.
مع ورود الأنباء عند الساعة 7 صباحًا، بث راديو جمهورية إندونيسيا رسالة من الملازم اللواء أونتونغ سيامسوري، قائد كتيبة حرس الشرف الأولى (الجيش)، فوج تجاكرابيراوا، مفادها أن حركة 30 سبتمبر، وهي منظمة عسكرية داخلية، قد سيطرت على مواقع إستراتيجية في جاكرتا، مع مساعدة الوحدات العسكرية الأخرى. وأعلنوا أن ذلك كان لإحباط محاولة انقلاب من قبل «مجلس الجنرالات» بمساعدة وكالة الاستخبارات المركزية بهدف الإطاحة بسوكارنو في 5 أكتوبر، يوم القوات المسلحة. وذُكر أيضًا أن الرئيس سوكارنو كان تحت حماية الحركة. سافر سوكارنو إلى قاعدة حليم «بعد أن علم بوجود قوات على مقربة من القصر على الجانب الشمالي من لابانجان ميرديكا» وادعى أيضًا (في وقت لاحق) «أن ذلك كان من أجل يكون بالقرب من طائرة إذا احتاج مغادرة جاكرتا». في وقت لاحق أدرجت بيانات إذاعية أخرى من راديو جمهورية إندونيسيا 45 عضوًا من حركة جي 30 إس وذكرت أن جميع الرتب العسكرية فوق رتبة المقدم ستُلغى. أثناء وجوده في حليم، التقى الرئيس باللواء الطيار داني وقادة الخدمة الآخرين المتبقين للتخطيط لبديل لمنصب قائد الجيش الذي كان قد بات شاغرًا.

### نهاية الحركة في جاكرتا
عند الساعة 5:30 صباحًا، أيقظ سوهارتو وهو قائد الاحتياطي الاستراتيجي للجيش (كوستراد) من قبل جاره وأُخبر بحالات اختفاء الجنرالات وإطلاق النار على منازلهم. ذهب القائد إلى مقر كوستراد وحاول الاتصال بضباط كبار آخرين. وتمكن من الاتصال والتأكد من دعم قادة البحرية والشرطة الوطنية، إلا أنه لم يتمكن من الاتصال بقائد القوات الجوية. ثم تولى قيادة الجيش وأصدر أوامر بإبقاء جميع القوات في ثكناتها.